# أطفال الذرة 3: الحصاد الحضري
أطفال الذرة 3: الحصاد الحضري (بالإنجليزية: Children of the Corn III: Urban Harvest)‏ هو فيلم رعب تم إنتاجه في الولايات المتحدة وصدر سنة 1995 بطولة مايكل انساين، وهو الجزء الثالث من سلسلة أفلام أطفال الذرة.

## القصة
شقيقان مرتبطان بطائفة الأطفال القاتلة في جاتلين، نبراسكا ينتقلان إلى شيكاغو من قبل زوجين بالتبني.

## وصلات خارجية
أطفال الذرة 3: الحصاد الحضري على موقع IMDb (الإنجليزية)
- أطفال الذرة 3: الحصاد الحضري على موقع ميتاكريتيك (الإنجليزية)
- أطفال الذرة 3: الحصاد الحضري على موقع روتن توميتوز (الإنجليزية)
- أطفال الذرة 3: الحصاد الحضري على موقع نتفليكس (الإنجليزية)
- أطفال الذرة 3: الحصاد الحضري على موقع ألو سيني (الفرنسية)
- أطفال الذرة 3: الحصاد الحضري على موقع Turner Classic Movies (الإنجليزية)
- أطفال الذرة 3: الحصاد الحضري على موقع أول موفي (الإنجليزية)
- أطفال الذرة 3: الحصاد الحضري على موقع فيلمافينيتي (الإسبانية)
- أطفال الذرة 3: الحصاد الحضري على موقع قاعدة بيانات الأفلام السويدية (السويدية)
- أطفال الذرة 3: الحصاد الحضري على موقع قاعدة بيانات الفيلم (الإنجليزية)